# Lucélia Santos
Maria Lucélia dos Santos, được biết đên nhiều hơn với tên gọi Lucélia Santos (sinh ngày 20 tháng 5 năm 1957), là nữ diễn viên một truyền hình Brazil, điện ảnh. 
Cô sinh ra ở thành phố Santo André, São Paulo.
Cô nổi tiếng trên toàn thế giới vì biểu diễn của cô trên telraovela Nô tì Isaura, đã được chiếu ở thành phố 79 nước. Với tiểu thuyết, ông đã đi đến một số nước như Nga, Ba Lan và Trung Quốc. Năm 1985 cô giành giải "Golden Eagle", lần đầu tiên được cung cấp cho một nghệ sĩ nước ngoài bởi dân số Trung Quốc thông qua bỏ phiếu trực tiếp. Nô tì Isaura là sản phẩm được lồng tiếng và nổi bật nhất trong thể loại telenovela trên thế giới theo một cuộc khảo sát của chương trình Good Morning America của Mỹ.
Lucélia cũng đã thực hiện một số telenovelas khác thành công lớn, như Locomotivas, Feijão Mảvilha, Água Viva, Guerra đos Sexos, Vereda Tropical và Cô chủ nhỏ, ngoài series Ciranda Cirandinha và miniseries Meu Destino é Pecar, một công trình khác dựa trên Nelson Rodrigues.
Một trong những người hâm mộ nồng nhiệt nhất của ông là Fidel Castro. Trong bộ sưu tập video của nhà lãnh đạo Cuba, một băng VHS nổi bật của bộ phim Luz del Fuego đã bị chiếm đóng.
Sau sự độc lập của Đông Timor năm 2001, Lucélia Santos đã làm một bộ phim tài liệu về đất nước mới này, Timor Lorosae - O Massacre Que o Mundo não Viu, đã bị kiểm duyệt tại Liên hoan phim Quốc tế lần thứ 8 ở Jakarta.

## Cuộc sống cá nhân
Cô đã kết hôn với người dẫn chương trình John Neschling, người mà cô có một con trai, Pedro Neschling, cũng là một diễn viên.

## Danh sách phim tham gia

### Truyền hình
- 1976: Nô tì Isaura - Isaura dos Anjos/Elvira
- 1977: Locomotivas - Fernanda Cabral
- 1978: Dancin' Days - Loreta
- 1978: Ciranda Cirandinha - Tatiana
- 1979: Feijão Maravilha - Eliana
- 1979: Malu Mulher - Josineide (episod: "Ainda Não é Hora")
- 1979: Plantão de Polícia - Marcela (episod: "Despedida de Solteiro")
- 1980: Água Viva - Janete
- 1981: Ciranda de Pedra - Virgínia Prado
- 1983: Guerra dos Sexos - Carolina
- 1984: Meu Destino é Pecar - Helena Castro Avelar
- 1984: Vereda Tropical - Silvana Rocha
- 1986: Cô chủ nhỏ - Sinhá Moça (Maria das Graças Ferreira)
- 1987: Carmem - Carmem
- 1990: Brasileiras e Brasileiros - Paula
- 1995: Sangue do Meu Sangue - Júlia
- 1996: Dona Anja - Dona Anja
- 2001: Malhação - Jackeline Lemos
- 2006: Cidadão Brasileiro - Fausta Gama
- 2007: Donas de Casa Desesperadas - Suzana Mayer
- 2008: Casos e Acasos - Lucila
- 2011: Aline - Débora
- 2018: Salve-se Quem Puder - Edmilda[2]

### Điện ảnh
- 1976: Um Brasileiro Chamado Rosaflor
- 1976: O Ibraim do Subúrbio
- 1976: Já Não Se Faz Amor Como Antigamente
- 1976: Paranóia as Lúcia Riccelli
- 1977: A Ordem Natural das Coisas - Ciça
- 1980: Romeu e Julieta - Julieta
- 1981: Bonitinha Mas Ordinária - Maria Cecília
- 1981: Engraçadinha - Engraçadinha
- 1981: Álbum de Família - Gória
- 1982: Luz del Fuego - Luz del Fuego
- 1982: O Sonho Não Acabou - Lucinha
- 1983: Alice & Alice - Alice Maria
- 1985: Fonte da Saudade - Bárbara/Guida/Alba
- 1986: Baixo Gávea - Clara[3]
- 1986: As Sete Vampiras - Elisa Machado
- 1989: Kuarup - Lídia
- 1993: Vagas Para Moças de Fino Trato - Lúcia
- 1993: Menino de Engenho - Clarice/Maria Menina
- 2001: Três Histórias da Bahia
- 2003: O Ovo
- 2008: Um Amor do Outro Lado do Mundo - Luiza
- 2010: Lula, o filho do Brasil - lärare av Lula